# عبدالقادر (سیاستمدار)
عبدالقادر (زاده ۱۹۵۲  – درگذشته ۲۸ ژوئن ۲۰۱۸) عضو سابق مجلس گویان و شهردار سابق شهر لیدن بود
او در سال ۲۰۰۷ در فرودگاه ترینیداد، به اتهام مشارکت در طراحی نقشه انفجار فرودگاه جان اف کندی و در هنگام سفر او به ایران برای شرکت در یک کنفرانس، بازداشت شد.
او در سال ۲۰۱۰ و در دادگاه اعلام کرد که برای شرکت در مراسم سالگرد مرگ سید روح الله خمینی و تلاش برای جلب حمایت از ساخت مسجد در گویان، قصد سفر به ایران را داشته است
به گفته دخترش، عبدالقادر در سال ۱۹۷۲ به دین اسلام گرویده و در رشته الهیات اسلامی در ایران تحصیل کرده است دختر و پسر او نیز در ایران تحصیل کردند.